# Faramea maguirei
Faramea maguirei är en måreväxtart som beskrevs av Julian Alfred Steyermark. Faramea maguirei ingår i släktet Faramea och familjen måreväxter. Inga underarter finns listade i Catalogue of Life.